# Janusz Załuska

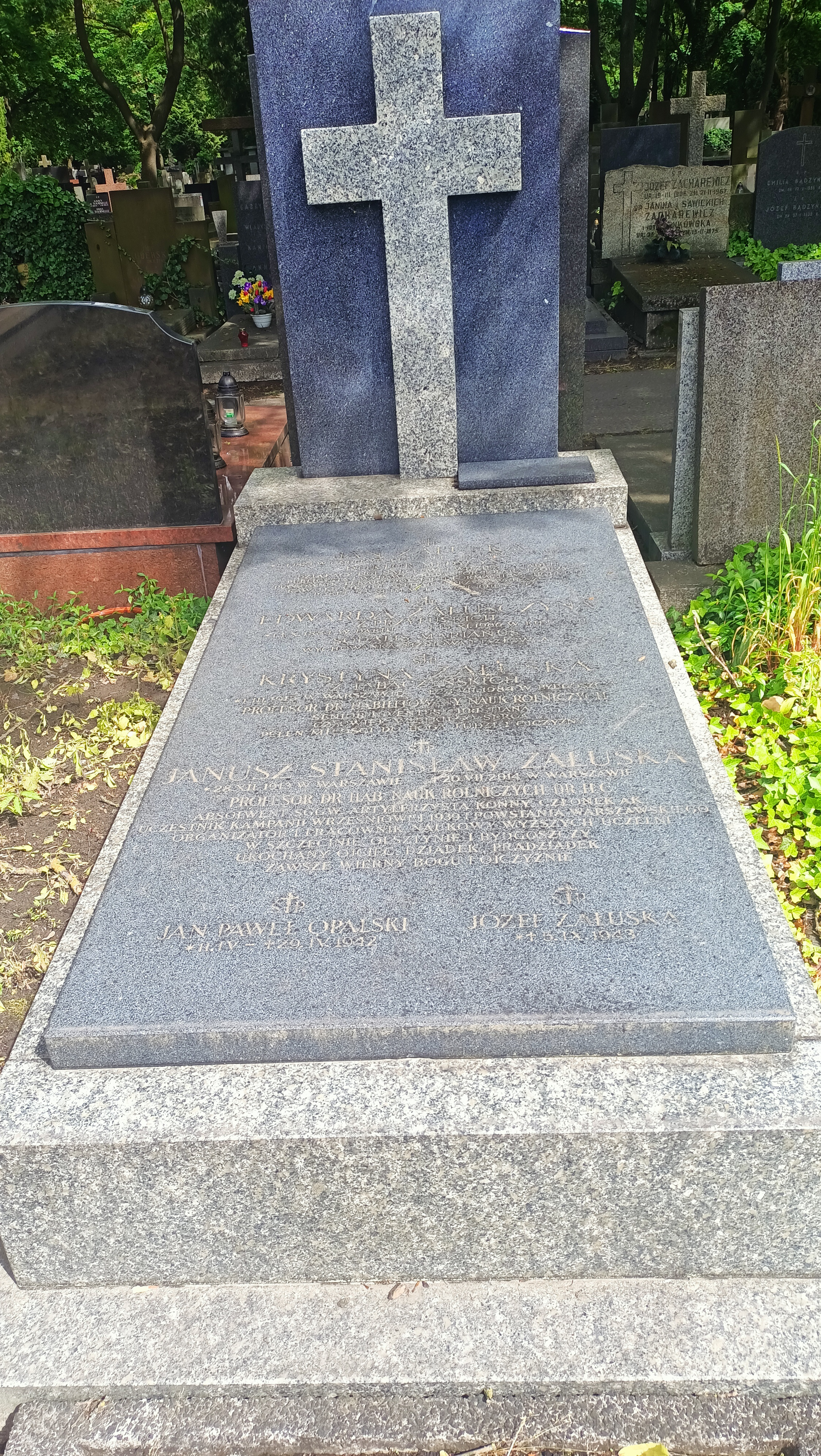
Grób Janusza Załuski na cmentarzu powązkowskim w Warszawie

Janusz Stanisław Załuska (ur. 28 grudnia 1913 w Warszawie, zm. 20 lipca 2014 roku tamże) – polski zootechnik, prof. dr hab. nauk rolniczych, uczestnik powstania warszawskiego.

## Życiorys
Był synem Jana Załuski i Edwardy z domu Przyłuskiej. W 1932 roku zdał maturę w Państwowym Gimnazjum im. Stefana Batorego w Warszawie. 1 stycznia 1938 roku rozpoczął pracę w Polskim Instytucie Wełnoznawczym w Warszawie. W 1939 roku ukończył studia na Wydziale Rolnym SGGW. Ukończył również Szkołę Podchorążych Rezerwy we Włodzimierzu Wołyńskim.

### II wojna światowa
Walczył w kampanii wrześniowej w szeregach 14 dywizjonu artylerii konnej Podlaskiej Brygady Kawalerii, w baterii pułkownika Jarnowieckiego. Po jej rozwiązaniu dołączył w Kraśniku do 8 pułku strzelców konnych Ziemi Chełmińskiej. Od października 1939 roku działał w konspiracji. Miał pseudonim „Godlewski”. Uczestniczył w działaniach struktur Armii Krajowej w Rembertowie oraz szkoleniach sekcji Jana Andrzejewskiego – plutonu 1110 dywizjonu „Jeleń”. Jako kierownik działu zbożowego Spółdzielni Rolniczo-Handlowej w Rembertowie organizował zaopatrzenie dla AK. Po rozpoczęciu powstania warszawskiego, w związku z przejęciem przez Niemców zapasów amunicji, jego sekcja rozproszyła się. Wraz z żoną Krystyną ukrywał się w piwnicach. Trafił do oddziału saperskiego, w którym walczył do końca powstania. Po kapitulacji Załuskowie wyszli z ludnością cywilną. Udało im się zbiec z kolumny skierowanej do obozu w Pruszkowie. Do czasu wkroczenia wojsk sowieckich przebywali w Wiskitkach.

### Po wojnie
Po zakończeniu wojny rozpoczął pracę na stanowisku asystenta w SGGW. Następnie został kierownikiem ZZD Instytutu Naukowego Gospodarstwa Wiejskiego w Staniszowie k. Jeleniej Góry i w Rabie Wyżnej na Podhalu. W 1959 roku w Szczecinie zorganizował Zakład Hodowli Owiec WSR.
W 1961 roku obronił doktorat, trzy lata później habilitował się. W 1963 rozpoczął działalność w Olsztynie. Zorganizował tam Pracownię Doświadczalnictwa Zootechnicznego i Statystyki. W 1971 roku przeniósł się do Bydgoszczy. Tworzył tam Wydział Zootechniczny. W 1973 uzyskał tytuł profesora nauk rolniczych. Był organizatorem i kierownikiem Oddziału Instytutu Hodowli i Technologii Produkcji Zwierzęcej Filii WSP Poznań (1971–1972), zespołu Hodowli Zwierząt (1972–1975), Zakładu Hodowli Owiec i Trzody Chlewnej (1975–1976), a także – od 1976 – Zakładu Hodowli Owiec i Koni.
W pracy naukowej zajmował się żywieniem, gospodarką paszową, hodowlą zwierząt gospodarskich, a szczególnie hodowlą oraz genetyką owiec i koni. Jako pierwszy w Polsce przeprowadził badania nad użytkowym krzyżowaniem owiec.
Przez ponad 75 lat był członkiem Polskiego Towarzystwa Zootechnicznego. W latach 1984–1992 był przewodniczącym Koła PTZ w Bydgoszczy. Został wyróżniony tytułem Honorowego Członka PTZ oraz Odznaką Honorową. Reprezentował Towarzystwo w Europejskiej Federacji Zootechnicznej. W uznaniu dorobku naukowego i wkładu w rozwój uczelni otrzymał w 2005 roku tytuł doctora honoris causa Akademii Techniczno-Rolniczej w Bydgoszczy.
1 września 2009 roku został awansowany na stopień porucznika Wojska Polskiego. Zmarł 20 lipca 2014 roku. Spoczął na Powązkach (kwatera 299b-2-18). Pośmiertnie został awansowany na stopień kapitana WP.

## Odznaczenia
W 1977 roku otrzymał Krzyż Kawalerski Orderu Odrodzenia Polski. Został także uhonorowany Medalem za Udział w Wojnie Obronnej 1939 oraz patentem Weterana Walk o Wolność i Niepodległość Ojczyzny. W 1991 roku prezydent Lech Wałęsa nadał mu Krzyż Oficerski Orderu Odrodzenia Polski.

## Publikacje
Był autorem 162 prac badawczych, 9 podręczników, promotorem 10 doktoratów i 90 prac magisterskich, a także recenzentem rozpraw doktorskich i habilitacyjnych. Napisał między innymi:
- Badania nad wynikami produkcyjnymi różnych krzyżowań użytkowych prowadzonych na materiale żeńskim merynosa polskiego, Polskie Towarzystwo Zootechniczne, Szczecin 1963
- Chów zwierząt. Cz. 1, Podręcznik dla zasadniczych szkół rolniczych, Państ. Wydaw. Rolnicze i Leśne, Warszawa 1976 (wraz z Henrykiem Jasiorowskim i Stefanem Samolińskim)
- Żywienie owiec,   Państwowe Wydaw. Rolnicze i Leśne, Warszawa 1978 (wraz z żoną)